# Quartiere San Sebastiano
Il quartiere San Sebastiano (San Sibastiàn in dialetto corbettese), è un quartiere del comune di Corbetta in provincia di Milano, vicinissimo al centro storico del centro del comune di appartenenza.

## Storia
Assieme al centro storico, il quartiere San Sebastiano è uno dei più antichi della città di Corbetta.
Esso si sviluppa lungo l'omonima via San Sebastiano, sulla quale si affaccia appunto il luogo di culto che è costituito dalla seicentesca chiesa di San Sebastiano. In questo quartiere sono situate tre ville storiche del paese: Villa La Favorita (oggi sede di una scuola elementare), Villa Olgiati ed il grandioso Palazzo Brentano, di origini settecentesche.
L'intero quartiere, del resto, si è rimodellato nelle sue forme attuali nel corso del XVIII secolo, ovvero da quando il conte Carlo Giuseppe Brentano ha acquistato i terreni del marchese Ferrante Villani-Novati per la costruzione del proprio palazzo, il che portò all'eliminazione di un precedente quartiere quattrocentesco, ma anche il completo ammodernamento di tutte le strutture circostanti.
A questa area antica, si affianca la nuova sezione del quartiere, sorta a partire dagli anni '50 del XX secolo e composta dalle vie Toti, Vespucci, Archimede, Polo, Ariosto, Negri, Magellano, Machiavelli.

## Le chiese

### Chiesa di San Sebastiano

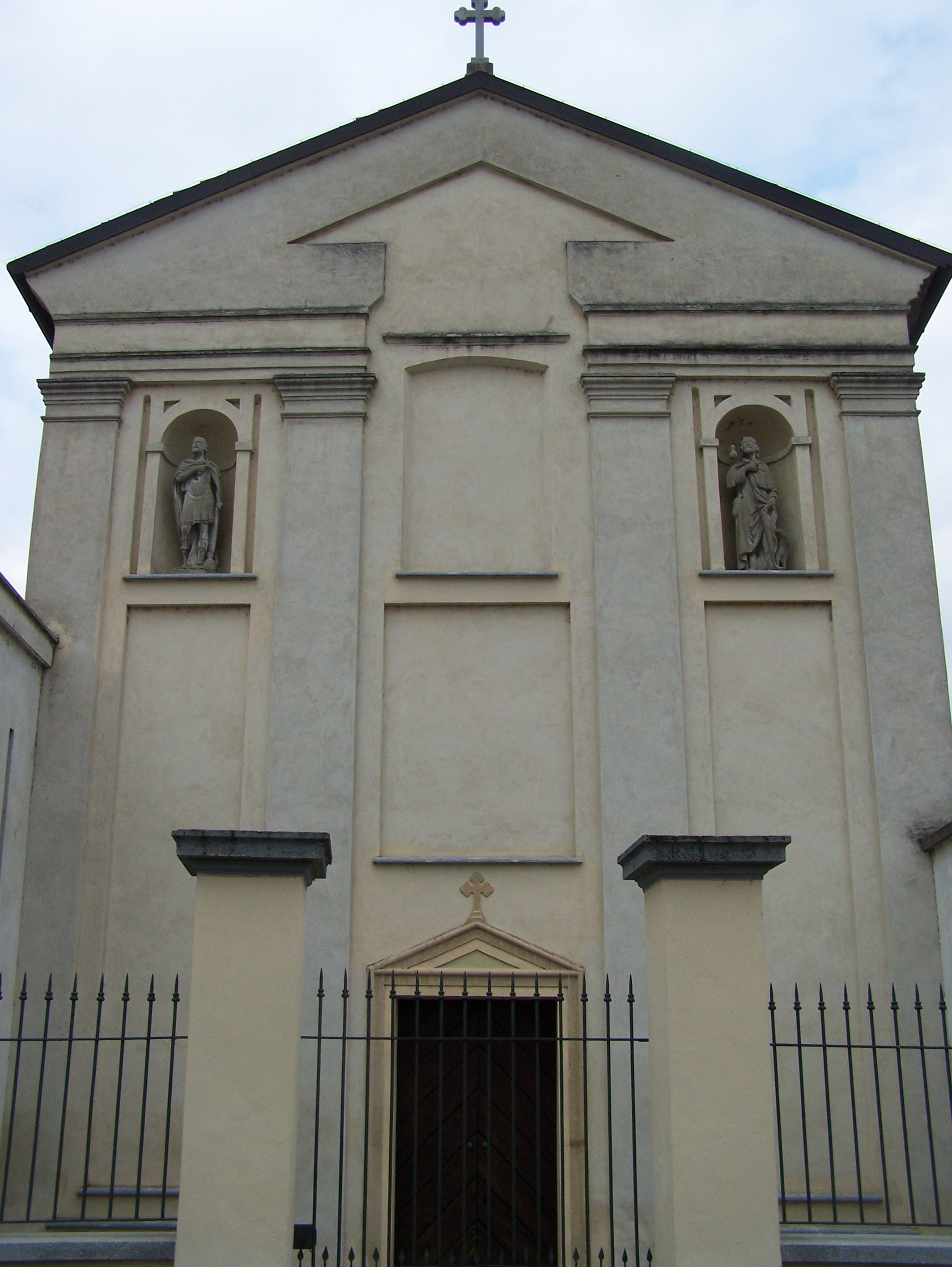
La chiesetta di San Sebastiano

Le origini della chiesa di San Sebastiano si fanno risalire al 1609, quando il conte Carlo Borri e Giovanni Battista Lampugnano posarono rispettivamente la prima e la seconda pietra dell'oratorio. Notevoli donazioni provengono al capitolo dal testamento del prevosto Orsino Spadense da Urbino deceduto il 28 marzo 1620. Nel 1635 l'edificio è una chiesa sussidiaria e come tale non dispone di alcun prete; rimane in questo stato sino al 1787 quando viene definitivamente profanata. Nel 1880 la chiesetta viene abbellita e ristrutturata negli interni, per poi essere venduta al capitolo della parrocchia nel 1921, inaugurandone un nuovo altare nel 1927. Il 9 luglio 1933, grazie al personale interessamento del prevosto mons. Pasquale Carnaghi, San Sebastiano viene riconsacrata e restituita al pubblico culto.
L'esterno, costituito da una struttura estremamente semplice, è preceduto da un piccolo cortile con cancello, mentre la facciata della chiesetta è realizzata con la classica struttura terminante a timpano, sovrastato da una croce in pietra.
Uniche decorazioni presenti, oltre alle alte lesene, sono due statue poste in due nicchie nella parte superiore della facciata, rappresentanti San Rocco e San Fermo.
Apprendiamo da un progetto del XVIII secolo che questa facciata doveva essere originariamente decorata in più grandiose forme barocche con l'aggiunta di lesene ioniche sulla facciata e un grande finestrone centrale, oltre a decorazioni di fiamme in pietra e timpano a barbacani sporgenti. Si ha ragione di supporre che tale progetto non fu mai realizzato per mancanza di fondi.
L'interno, strutturato su una sola navata che conduce sino al presbiterio, è interamente decorato ad affreschi: sul soffitto della chiesa sono rappresentati quattro scene della vita di San Sebastiano. Sulla controfacciata si trovano due grandi affreschi: il primo, sovrastante la porta d'ingresso, rappresenta San Pietro e sopra di lui, in gloria, spicca l'immagine di San Fermo (ai lati si trovano due targhe commemorative dei restauri subiti in precedenza).
Le pareti accolgono anche due cappelle devozionali decorate a finte strutture in gusto barocco, una delle quali è dedicata alla Madonna.
Il presbiterio è distinto dalla navata da una stupenda balaustra in marmo rosa e da un arco trasversale decorato a vista con piccoli medaglioni rappresentanti San Carlo Borromeo (a sinistra), Sant'Attilio (in centro) e Sant'Ambrogio (a destra). Più in basso, ai lati di questo arco introduttivo, due nicchie accolgono le statue di San Sebastiano (a sinistra) e Sant'Antonio da Padova (a destra).
L'area dell'altare è decorata sulla volta a crociera del soffitto con quattro grandi affreschi rappresentanti i quattro evangelisti, mentre le pareti laterali sono completate da due quadroni rappresentanti i momenti culminanti della vita di San Sebastiano, "San Sebastiano si reca dall'Imperatore Diocleziano" e "Il martirio di San Sebastiano", realizzati dal pittore milanese Natale Penati tra il 1948 ed il 1949.
L'altare, di forme sobrie, è integralmente ligneo e dipinto a simulare il marmo.
Dietro l'altare si scorge una piccola immagine dipinta dedicata a San Guido sacrestano, realizzata per conto di Guido Olgiati, industriale benestante locale, che donò ingenti somme per la ristrutturazione della cappella.

### Ex cappella di San Girolamo Emiliani

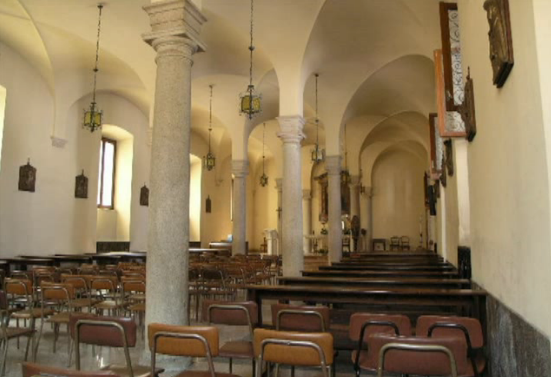
La cappella di San Girolamo, eretta all'interno delle antiche scuderie di Palazzo Brentano, come si presentava quando era aperta al culto

La Cappella di San Girolamo era uno spazio adibito a luogo di culto posto all'interno di Palazzo Brentano. La struttura della chiesa venne ricavata in maniera singolare dalle antiche scuderie del palazzo, che costituivano all'epoca della sua consacrazione un'area non più utilizzata del complesso. Il progetto dell'istituzione di una cappella privata venne abbozzato già dai proprietari del palazzo nel 1900, ma venne posto in essere ufficialmente solo a partire dal 1937, quando i somaschi presero possesso dell'istituto adibendolo a seminario, col fine di dotare l'istituto di un proprio luogo di culto e di ritiro spirituale.
L'interno è contraddistinto da una semplice struttura a volte a crociera articolate su tre navate, sostenute da colonne di granito di Baveno. L'altare è in marmo, di forme barocche, realizzato nel medesimo stile di tutto quanto il palazzo, ed accoglie una celebre opera raffigurante una "Madonna del Rosario col Bambino e San Girolamo Emiliani" del pittore milanese Bonaventura Veneziani. Qui ha celebrato la messa anche l'allora arcivescovo milanese Giovanni Battista Montini in occasione della sua visita a Corbetta nel 1955 in occasione del IV centenario del primo miracolo del locale Santuario. La chiesa è accessibile dal complesso del palazzo, ma anche da una porta antistante la vicina via Villoresi. La chiesa, utilizzata sino al 2020 per le celebrazioni religiose dell'istituto, è stata attualmente tramezzata e vi sono state ricavate delle aule per l'istituto scolastico.

### Cappella di Santa Maria Mediatrice (già cappella privata della famiglia Brentano)

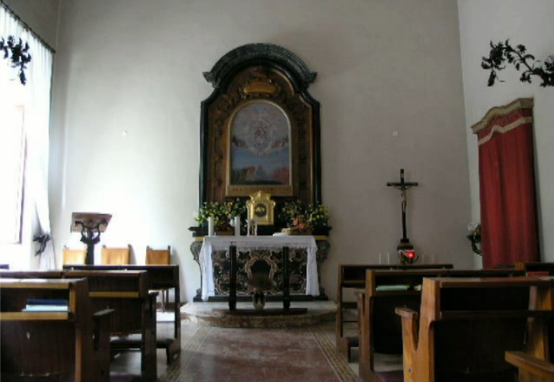
Altare della cappella dedicata a Maria Mediatrice

La Cappella Brentano era l'antica cappella privata utilizzata dai conti Brentano all'epoca della loro residenza a palazzo.
La struttura è stata ricavata da una sala al piano terreno, in prossimità dello scalone d'onore che conduce al piano nobile.
La stanza, a pianta rettangolare, dispone di un piccolo ingresso diviso da porte settecentesche e da un tendaggio di raso rosso frangiato d'oro che introduce al complesso della cappella, la quale è costituita da un'unica navata divisa nel centro da un percorso marmoreo intarsiato che mette in comunicazione la sala con il vicino salone da pranzo.
Il soffitto è costituito da un tripudio di stucchi di stile rococò bianchi ed oro, che vanno a formare una grande croce greca nel mezzo. L'altare è di forme barocche, in marmo intarsiato, sopraelevato, ed accoglie un'opera raffigurante "Maria Mediatrice e le anime dei giusti e degli empi con Pio XII" aggiunta nel 1944 con un prezioso sistema ad incastro di legno intagliato nell'altare originale, dono di Elena Pisani-Dossi, concepito da padre Antonio Rocco, somasco, e realizzato dal pittore milanese Bonaventura Veneziani.
Alle pareti laterali sono presenti due quadroni raffiguranti San Carlo Borromeo (di autore ignoto del XVII secolo) e San Giuseppe col Bambino (del pittore genovese Mattia Traverso), accompagnati da due candelabri pendenti in ferro battuto settecenteschi.
La sala è illuminata da due grandi finestroni che consentono tra l'altro una stupenda veduta del boschetto del parco posto sul retro del palazzo.
La cappella dispone anche di una piccola sacrestia ricavata nel sottoscala dello Scalone d'Onore.
Attualmente la chiesetta, dedicata a Maria Mediatrice, è utilizzata unicamente dai religiosi Somaschi.

### Cappella di San Giuseppe (Palazzo Brentano - Istituto "San Girolamo Emiliani")
La Cappella di San Giuseppe è una delle tre chiese che rientrano nel complesso dell'Istituto "San Girolamo Emiliani". La storia della sua realizzazione è legata ad un voto solenne. Durante il Secondo conflitto mondiale i padri somaschi di Corbetta promisero di erigere una cappella dedicata a San Giuseppe qualora il palazzo fosse uscito indenne dalle vicende belliche.
Il complesso rimase integro e nel 1947 si iniziò la costruzione che venne addossata al muro di cinta dell'immenso parco e ricavata da un ampio spazio un tempo adibito a cancello di cui ancora si possono notare i pilastri decorati in stile barocco. La cappella riprende la struttura delle torrette belvedere di Palazzo Brentano e venne completata nel giro di un anno. Internamente si presenta in modo molto semplice: un solo altare di granito di Baveno, sottostante una copia del grande quadro raffigurante "San Giuseppe col Bambino", dipinto dal pittore genovese Mattia Traverso (1885-1956), il cui originale si trova all'interno della cappella privata del palazzo.
La costruzione venne in seguito sempre meno utilizzata, data anche la sua posizione decentrata rispetto al resto dell'istituto, sì da cadere pressoché in disuso; nel 1987 si decise di restaurarla col rifacimento del pavimento e l'imbiancatura delle pareti. Attualmente la chiesa non è aperta al pubblico, ma il suo culto è riservato agli alunni dell'istituto che sono invitati a pregarvi in occasione della festa del Santo (19 marzo).

## Edifici Notevoli

### Palazzo Brentano
Segue l'elenco dei rettori della sede locale dei Padri Somaschi di Corbetta, dalla fondazione del seminario teologico nel 1935 sino al passaggio all'attuale scuola media nel 1972, giungendo sino ai giorni nostri.
- Nicola di Bari (1935-1938)
- Francesco Salvatore (1938-1941)
- Luigi Bassignana (1941-1942)
- Cesare Tagliaferro (1942-1943)
- Giuseppe Brusa (1943-1946)
- Luigi Frumento (1946-1948), primo mandato
- Michele Mondino (1948-1949)
- Pietro Lorenzetti (1949-1950)
- Luigi Frumento (1950-1951), secondo mandato
- Giuseppe Casati (1951-1954)
- Giovanni Battista Oltolina (1954-1960), primo mandato
- Giuseppe Fava (1960-1961)
- Giovanni Battista Oltolina (1961-1962), secondo mandato
- Alessio Zago (1962-1966)
- Mario Colombo (1966-1969)
- Gabriele Scotti (1969-1972), primo mandato

Fondazione dell'Istituto scolastico San Girolamo Emiliani
- Gabriele Scotti (1972-1974), primo mandato
- Ambrogio Perego (1974-1980)
- Adriano Lomazzi (1980-1983)
- Gabriele Scotti (1983-1986), secondo mandato
- Gianluigi Carminati (1986-1995)
- Ferrante Gianasso (1995-2001)
- Emilio Pozzoli (2001-2011)
- Eufrasio Colombo (2011-2018)
- Fabrizio Macchi (2018-ad multos annos)

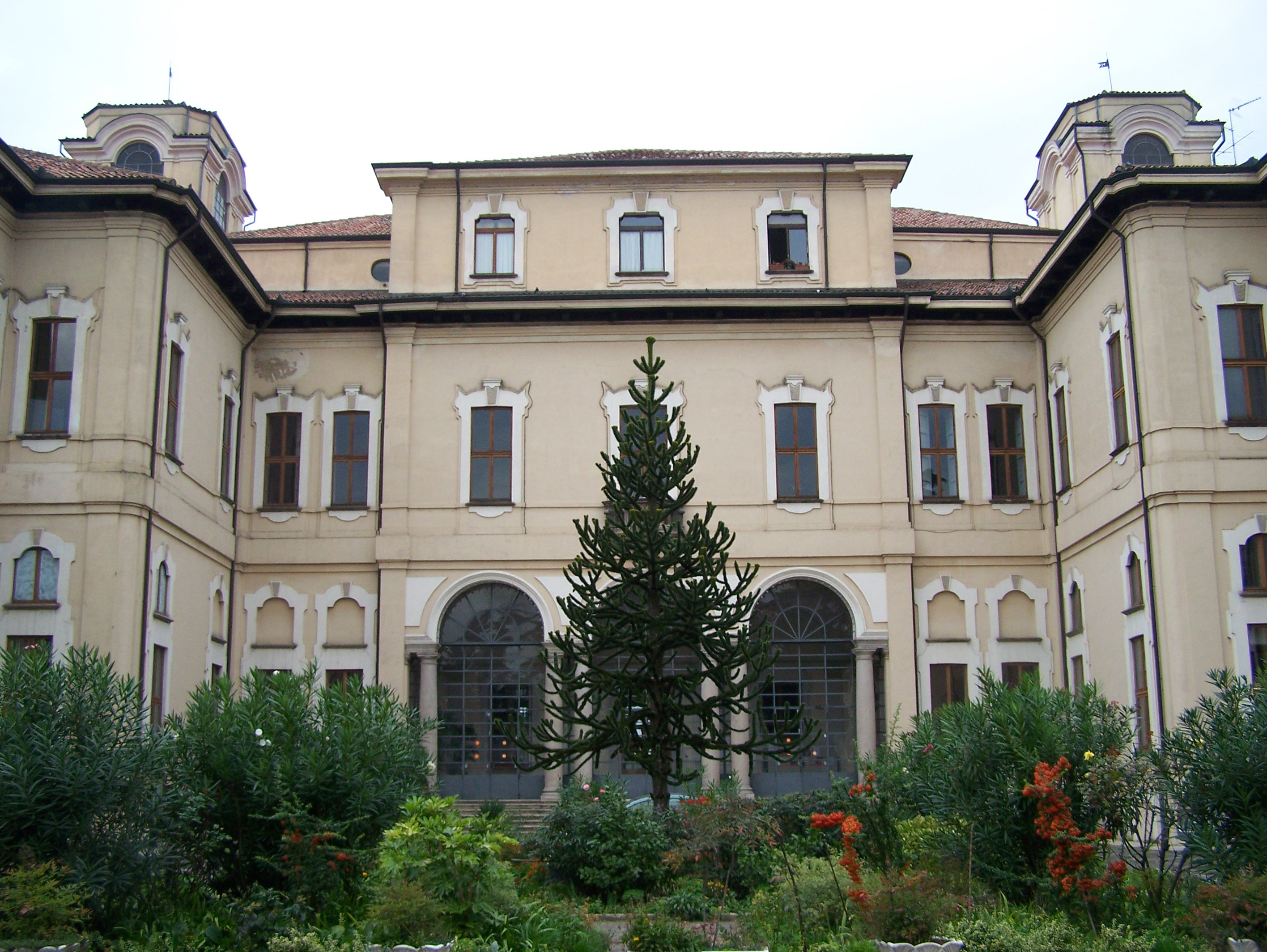
Palazzo Brentano

Il Conte Carlo Giuseppe Brentano, tesoriere generale del Ducato di Milano, acquistò il terreno nel 1730 dal Marchese Ferrante Villani Novati e affidò il progetto di edificazione di una villa di campagna a Francesco Croce, architetto del Duomo di Milano, il quale curò la costruzione tra il 1732 ed il 1737, realizzando così la dimora gentilizia più importante di Corbetta, situata nell'attuale via S.Sebastiano. L'ampio cortile d'onore, a cui si accede dopo aver oltrepassato un grandioso cancello a pilastri, apre alla vista la facciata dell'elegante palazzo, completata da una gradinata di granito rosa; l'imponente impianto prospettico è completato da due torrette belvedere. Attraversando il portico ed il salone centrale si giunge al giardino, come documenta Marc'Antonio Dal Re nel suo "Ville di delizia" datato 1740. Gli ampi saloni interni sono riccamente decorati con stucchi ed affreschi settecenteschi di Giovanni Antonio Cucchi, Giovanni Angelo Borroni, Mattia Bortoloni, Giuseppe Pellegrini, Ferdinando Porta e Giovan Battista Sassi. La famiglia Brentano ne fu proprietaria sino al 1837 quando l'erede, Pompeo Litta Biumi la vendette ai Carones; dopo essere passata al Prof. Italo Tonta, venne acquistata dal Comm. Pagani che la cedette alla congregazione dei Padri Somaschi i quali la adibirono a seminario con indirizzo filosofico-teologico. Dal 1972 è sede dell'istituto di scuola media dedicato a San Girolamo Emiliani, fondatore dell'ordine dei Padri Somaschi.
Il giardino

Il giardino di Palazzo Brentano costituisce oggi una degna attrattiva che ben si armonizza con la struttura stessa della casa padronale. Attualmente, dell'ingegnosissimo progetto originario, ci rimane ben poco, se non un'incisione realizzata dal Dal Re su come il parco avrebbe dovuto essere realizzato.
Esso si estende per una lunghezza prospettica di quasi 600 metri ed è in gran parte adibito oggi a semplice prato con campi sportivi: un tempo doveva comunque essere decorato con numerose aiuole e sentieri fioriti.
Dell'originario progetto, venne però solo compiuto il piccolo boschetto all'inglese presso la facciata retrostante il palazzo, dove sono oggi conservate moltissime specie di piante rare ed esotiche, alcune delle quali addirittura plurisecolari.
All'interno si trovano anche statue d'epoca e di aggiunte successive, il tutto sviluppato su una superficie non piana che consente il delinearsi di sentieri attraverso la natura.

## Il comitato del quartiere  San Sebastiano
Il quartiere San Sebastiano dispone di un proprio comitato di quartiere che coadiuva il comune di Corbetta nell'amministrazione del quartiere, rappresentando gli interessi dei cittadini locali in comune e tenendo vive le tradizioni del quartiere, organizzando annualmente, tra gli altri eventi, la festa patronale.